# Częstochowai Fekete Madonna
A częstochowai Fekete Madonna (Czarna Madonna vagy Matka Boska Częstochowska lengyelül) ikon Európa egyik legismertebb Szűz Mária ábrázolása, a lengyel katolicizmus és függetlenség szimbóluma. A Jasna Góra-i pálos kolostorban őrzik Lengyelországban, Częstochowában. A legenda szerint Szent Lukács evangélista festette egy cédrustáblára, amely a Szent Család otthonából származott. Az egyik legrégebbi Jasna Góra-i irat szerint a kép Jeruzsálemből Konstantinápolyon és Belzen keresztül került a kolostorba, 1382 augusztusában. Ugyanebben az évben kapták birtokul Jasna Górát (magyarul Fényes Hegy) a magyar pálosok.

## Csodatévő Madonna
Az ikon, amelynek csodatévő erőt tulajdonítanak, évszázadok óta vonzza a zarándokok tömegeit (négymilliónyi fő) a világ minden tájáról. A Fényes Hegyet a világ egyik leglátogatottabb zarándokhelyévé tette.
Az egyik legismertebb csoda az 1655-ös svéd invázió (az „Özönvíz”, lengyelül Potop) idején történt, amikor Jasna Góra ostroma során egy maroknyi lengyel egy egész támadó protestáns hadsereg ellen védte meg a kolostort. A megmenekülést a lengyelek a Madonna csodatévő erejének tulajdonították, a támadás feletti felháborodás és a siker pedig megfordította az egész háború menetét.
A következő évben, 1656. április 1-jén II. János Kázmér lengyel király (Jan Kazimierz) hálából a lembergi Szent Szófia-székesegyházban Szűz Máriának ajánlotta fel országát, aki így Lengyelország patrónája és királynője lett. A Fekete Madonna képet később meg is koronázták. Az orosz uralom idején Miklós cár „a legveszélyesebb lengyel forradalmárnak” nyilvánította a Fekete Madonnát, és betiltotta a częstochowai zarándoklatokat.
A Fekete Madonna volt az 1970-es években megszerveződő, Lech Wałęsa vezette Szolidaritás Független Szakszervezet egyik szimbóluma.
A szentképnek Montmorencyben, a lengyel emigráció panteonjának nevezett Les Champeaux temető templomában kiállították egy másolatát.

## Az ikon
„A festmény nélkül Jasna Góra nem volna több egy épületkomplexumnál, műalkotások múzeumánál, amelyek kétségkívül értékesek és szépek, de hiányzik belőlük az élet ereje. A festmény a misztérium, az alapzat, az atmoszféra a Jasna Góra-i szentélyben” – írja a kolostor honlapja.
A képet egy 122,2 x 82,2 x 3,5 centiméteres fatáblára festették, és a gyermek Jézust karján tartó Szüzet ábrázolja.
A képet Mária arca uralja, tekintete a szemlélő szemébe mélyed. A Gyermek arca is a zarándok felé fordul, de ő valahová máshová néz. A két arcon komoly, elgondolkodó kifejezés ül. Mária arcán két párhuzamos és egy ezeket keresztező vágás fut. Jobb keze a keblén nyugszik, mintha a Gyermekre mutatna. Köntösén a magyar uralkodóház liliomai.

## A Madonna-ima
A częstochowai Miasszonyunk tiszteletére ima is született, amelyet reggel, mindjárt felébredés után mondanak: „Częstochowai Szent Anya, kegyelemmel, jósággal és könyörülettel teljes. Neked ajánlom minden gondolatomat, szavamat és tettemet, lelkemet és testemet. Alázattal könyörgöm áldásodért és imáidért hogy üdvözüljek. Teljesen feléd fordulok ma, testemmel, lelkemmel, örömben és szenvedésben, hogy elnyerhessem magamnak és testvéreimnek áldásodat itt a földön, és az örök életet a mennyben. Amen.”
Az ukránok ugyancsak különleges tiszteletet tanúsítanak a Częstochowai Madonna iránt.

## Magyar vonatkozások
1915-ben Schack Manka Censztohói legenda néven melodrámát írt a Fekete Madonnáról, amit Balassa Jenő az egész Nagy-Magyarországon körbevitt.
A lengyelek 1994. május 15-én, a pálosok hazatelepülésének 60. évfordulójára a Częstochowai Fekete Madonna kegyképének másolatát a Gellért-hegyi Magyarok Nagyasszonya-sziklatemplomnak ajándékozták.
2011. június 30-án Magyarországra érkezett a kegykép újabb hiteles másolata. A pálos rend adományát, a kormány nevében Hoffmann Rózsa oktatási államtitkár fogadta a Szent István-bazilikában.